# Нахаловка (Ростов-на-Дону)
Нахаловка — старый район Ростова-на-Дону, неофициальное название территории города ограниченной улицами 20-й и Коровкина, а также переулками 2-м и Доломановским. Один из старейших районов города, с хаотичной сеткой дорог, большая часть которых трудны для проезда и используются в основном для пешего пересечения.
Название связано с самовольным «нахальным» способом строительства жилья, которым во второй половине XIX века злоупотребляли жители города. Власти спохватились после факта застройки района. Местных жителей привлекали к суду, штрафовали, однако дома не сносили. Позднее застройка проводилась организованно и за плату.

## История

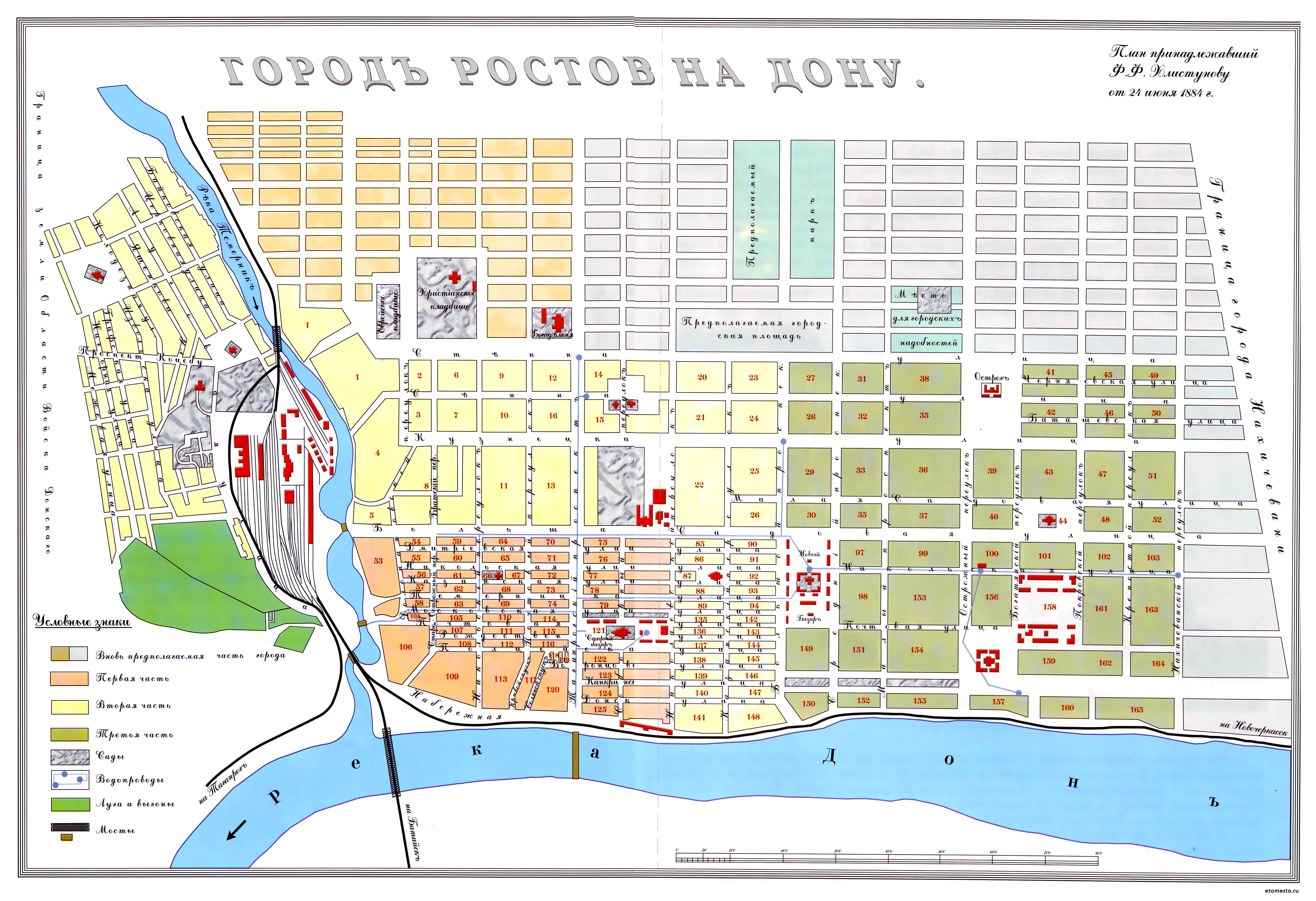
Карта Ростова на Дону 1884. Район Новое Поселение за кладбищами в его северо-западной части. Севернее него располагалась Нахаловка

Во второй половине XIX века Ростов быстро разрастался. В его новых районах на окраине появился район Нахаловка. Дома в этом районе строились самовольно, так же занималась и земля. Хаты строились на лесной бирже, находящейся на ярмарочной площади, недалеко от заселяемого участка. Дома незаметно для властей города перевозились ночью. Жители захваченных земель были сплочены и солидарны отсутствием законности в постройках. Хаты перетаскивали сообща, все помогали друг другу в этом незаконном деле. После того, как новость дошла до городской Думы, она распорядилась пресечь застройку, а поселившихся привлечь к судебной ответственности за «самовольную постройку». Меры были приняты, но застройка продолжалась, хаты остались нетронутыми.
На место строительства приезжал генерал-губернатор Гурко. К этому времени хат было построено более 500. Принимать какие либо меры к изгнанию поселенцев было поздно. Пока принимались полицейские меры, там появилось больше 1700 хат.
С урегулирования Нахаловки начал свою деятельность в 1863 году новый городской голова А. М. Байков. В 1884 году был выработан проект правил упорядочения застройки, пользования и выкупа самовольно застроенных в Нахаловке земель. В соответствии с планом часть земель Степной улицы к северу до балки и от Таганрогской улицы к западу до заводов на Темернике, разбивалась на правильные кварталы шириною от 150 до 200 кв. сажень. Каждый застройщик получал один участок. Все поселившееся самовольно должны заплатить в годовом размере по количеству земли, которая была ими занята. Сбор составлял от 15 коп. до 1 рубля с квадратной сажени по удобству расположения участка. Застройщик не должен был иметь в городе другой недвижимости и мог приобретать только один участок. Участок должен быть застраиваться по утвержденному городскою Управою плану.
С 1 мая 1884 года название «Нахаловка» уничтожалось. Близлежащие территории застраивались по плану, а территория Нахаловки вошла в состав района Новое поселение (Новопоселенский район).
На сегодняшиний день Нахаловка сохранилась практически полностью. После урегулирования территориального вопроса с помощью планирования, старый район слился с Новопоселенским районом. Однако, сохранилось большая часть исторический хаотичной застройки — несколько кварталов в границах ул. 20-й и ул. Коровкина, а также между пер. 2-м и пер. Доломановским.
Современная Нахаловка характеризуется частной застройкой и узкими улицами. Сохранилось много объектов деревянной застройки начала и середины 20-го века.

## Галерея
| Типовая улица        | Деревянный дом                         |
| Проулок между домами | Дом с живой изгородью                  |
| Спуск между улицами  | Заброшенный дом на Тобольском переулке |